# 尚加尼战役
尚加尼战役发生于1893年10月25日。英国驻罗得西亚（今津巴布韦）的警察（英属南非治安组织）即用4挺马克沁机枪，攻击当地部落的反抗。

## 战役结果
当地部落5000人，在英國5次的扫射中，使得3000人倒在血泊中。